# Stefan Karner

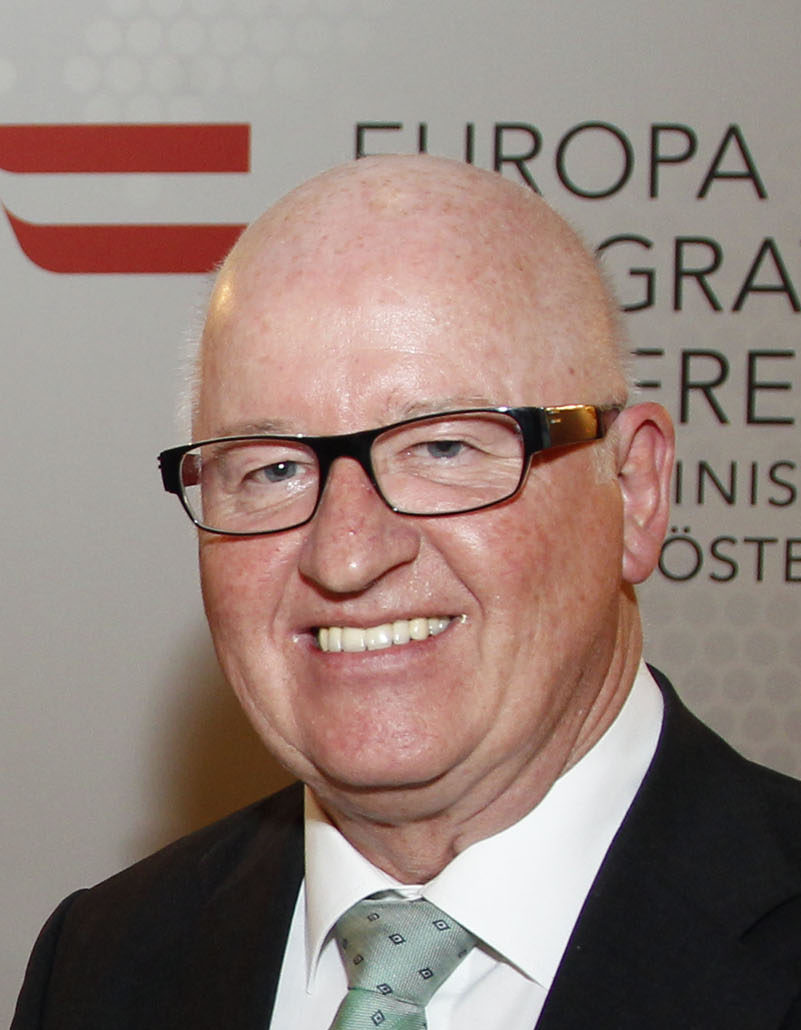
Stefan Karner im Jahr 2016

Stefan Karner (* 18. Dezember 1952 in Sankt Jakob bei Griffen) ist ein österreichischer Historiker. Er war bis zu seinem Ruhestand Ende Februar 2018 Vorstand des Institutes für Wirtschafts-, Sozial- und Unternehmensgeschichte der Karl-Franzens-Universität Graz, Gründer und Leiter des Ludwig Boltzmann Instituts für Kriegsfolgenforschung und Leiter des Medienlehrgangs der Universität Graz.

## Leben
Stefan Karner studierte Geschichte und Russisch. Er promovierte 1976 an der Universität Graz und erwarb dort im Jahr 1985 seine Habilitation für Neueste Wirtschafts- und Sozialgeschichte und für Österreichische Zeitgeschichte. Seine Dissertation über „Kärntens Wirtschaft 1938–1945“ erschien im Druck und enthält ein Nachwort von Albert Speer.
Stefan Karner widmet sich der österreichischen Zeitgeschichte im wirtschafts- und sozialhistorischen Rahmen, der Zeitgeschichte Mittelost- und Osteuropas sowie der Geschichte der Sowjetunion. Im Rahmen der wissenschaftlichen Erforschung dieser Thematik gründete er 1993 das Ludwig Boltzmann Institut für Kriegsfolgenforschung, zur Erforschung von politischen, wirtschaftlichen, humanitären und gesellschaftlichen Folgen nach Kriegen und Konflikten, besonders mit humanitären Kriegsfolgen des Zweiten Weltkrieges (Kriegsgefangene, Zwangsarbeiter, Vertriebene).
Karner beschäftigt sich mit Restitution, Wiedergutmachung, Zwangsarbeiterentschädigung und Entschädigung ehemaliger österreichischer Kriegsgefangener. Er arbeitet als wissenschaftlicher Berater für österreichische Ministerien, darunter zu Fragen zu den AVNOJ-Beschlüssen, den Beneš-Dekreten und der Volksgruppen-Frage in Kärnten.
Im Auftrag des Bundeskanzlers Wolfgang Schüssel war Stefan Karner 2005/2006 Mediator im Kärntner Minderheitenkonflikt (Ortstafelstreit). Unter seiner Führung entstand der Vorschlag, der unter dem Namen „Karner-Papier“ bekannt wurde. Karner hat einige Großausstellungen wissenschaftlich geleitet, zuletzt 2009 die niederösterreichische Landesausstellung Österreich. Tschechien. geteilt – getrennt – vereint, zuvor 2008 Österreich. 90 Jahre Republik im Parlament und 2005 die Staatsvertragsausstellung auf der Schallaburg Österreich ist frei! Er ist seit 2001 Vorsitzender der bilateralen österreichisch-slowenischen Historikerkommission und seit 2008 Vorsitzender der österreichisch-russischen Historikerkommission sowie seit 2006 Mitglied der Wissenschaftlichen Kommission des Bundesministeriums für Landesverteidigung.
2016 hatte sich Innenminister Wolfgang Sobotka mit seiner Ankündigung, das Hitler-Geburtshaus abreißen zu lassen, auf eine Empfehlung der vom Bundesministerium für Inneres eingerichteten Expertenkommission berufen. Stefan Karner gehörte neben Oliver Rathkolb und Clemens Jabloner zu den prominenten Mitgliedern dieser Kommission. Konkret hatte die Expertenkommission jedoch nicht den völligen Abriss, sondern „eine tiefgreifende architektonische Umgestaltung, die den Wiedererkennungswert und die Symbolkraft des Gebäudes dauerhaft unterbinden soll“, empfohlen. In der Folge wurde international darüber berichtet. 2020 wurde das von der Expertenkommission entwickelte und von Innenminister Karl Nehammer präsentierte Konzept der „Neutralisierung“ des Hitler-Geburtshauses stark kritisiert.

## Öffentliche Funktionen
Von 1995 bis 2010 war Karner Vertreter Österreichs in der „European Commission against Racism and Intolerance“ (ECRI) des Europarates in Straßburg, zudem war er von 1995 bis 2010 Vizepräsident der politischen Akademie der ÖVP in Wien. Von 1997 bis 1999 übernahm er die Gesamtleitung der Denkwerkstatt „Österreich zukunftsreich“. Zwischen 1998 und 2004 war er Mitglied im Verwaltungsrat der „EU-Beobachtungsstelle von Rassismus und Fremdenfeindlichkeit“ (EUMC) in Wien.
Karner war Mitglied des Kontaktkomitees der Österreichischen Bundesregierung zur Konzeption eines „Hauses der Geschichte der Republik Österreich“, zudem hatte er ab 2004 einen Sitz im Präsidium des Karl-Kummer-Instituts für Sozialpolitik in Wien.
In den Jahren 2007 und 2008 leitete er ein Forschungsprojekt mit ca. 80 Historikern, die am Ludwig-Boltzmann-Institut für Kriegsfolgen-Forschung in Graz den Prager Frühling beleuchteten.
Stefan Karner ist Gründungsdirektor des Hauses der Geschichte Niederösterreich. Mit 1. Jänner 2018 folgte ihm Christian Rapp als wissenschaftlicher Leiter nach.

## Auszeichnungen
- 1976 Ehrenzeichen der Marktgemeinde Sankt Jakob im Rosental
- 1995 Österreichischer Wissenschafter des Jahres
- 1996 Verdienstorden der Bundesrepublik Deutschland I. Klasse
- 1996 Großes Ehrenzeichen des Landes Steiermark
- 1997 Großes Goldenes Ehrenzeichen mit dem Stern des Österreichischen Schwarzen Kreuzes für Verdienste um die Kriegsgefangenenforschung
- 1998 Großes Silbernes Ehrenzeichen der Hauptmilitärstaatsanwaltschaft der Russischen Föderation für die Verdienste um die Rehabilitierung von Opfern politischer Repression
- 2004 Alois-Mock-Europaring des Katholischen Reichsbundes
- 2005 Großes Ehrenzeichen des Landes Kärnten
- 2005 Österreichisches Ehrenkreuz für Wissenschaft und Kunst I. Klasse
- 2006 Großes Goldenes Ehrenzeichen des Landes Niederösterreich
- 2007 Medaille „Stolz Russlands“
- 2009 Goldenes Ehrenzeichen mit Kristallen der Stadt Völkermarkt
- 2009 Europäischer Bürgerpreis des Europaparlamentes gemeinsam mit der Kärntner Konsensgruppe
- 2009 Kulturpreis der Stadt Villach gemeinsam mit der Kärntner Konsensgruppe
- 2009 Österreichischer Verfassungspreis des „Forums Verfassung“ (gemeinsam mit der Konsensgruppe)
- 2011 Großes Ehrenzeichen für Verdienste um die Republik Österreich
- 2012 Komtur des Päpstlichen Ritterordens vom heiligen Gregor dem Großen durch Papst Benedikt XVI.
- 2013 Großes Goldenes Ehrenzeichen des Landes Kärnten
- 2016 Ehrendoktorwürde der Russisch Staatlichen Geisteswissenschaftlichen Universität in Moskau[8]
- 2019 Großes Goldenes Ehrenzeichen des Landes Steiermark[9]
- 2019 Ritterkreuz des Verdienstordens der Republik Ungarn[10]
- 2021 Großes Silbernes Ehrenzeichen für Verdienste um die Republik Österreich[11]

## Publikationen
Karner veröffentlichte über 300 wissenschaftliche Beiträge in Fachzeitschriften und rund 20 Monographien, darunter:
- Kärntens Wirtschaft 1938–1945. Klagenfurt 1976.
- Die Steiermark im Dritten Reich 1938–1945. 1. und 2. Aufl. 1986, 3. Aufl. 1994, ISBN 3-7011-7171-8
- Krieg aus der Luft. Kärnten und Steiermark 1941–1945. Graz 1992 (mit Siegfried Beer), ISBN 3-900310-38-6
- Geheime Akten des KGB. Margarita Ottilinger. Graz 1992.
- Im Archipel GUPVI. Kriegsgefangenschaft und Internierung in der Sowjetunion 1941–1956. Wien/München 1995, ISBN 3-7029-0399-2 (Wien), ISBN 3-486-56119-7 (München). Russisch: Moskau 2002.
- „Beuteakten aus Österreich“. Der Österreichbestand im russischen „Sonderarchiv“ Moskau. Graz 1996 (mit Gerhard Jagschitz).
- Die deutschsprachige Volksgruppe in Slowenien 1939–1997. Klagenfurt/Ljubljana/Wien 1998.
- Haus der Geschichte der Republik Österreich (HGÖ): Machbarkeitsstudie im Auftrag des BMUK. Graz/Wien/Klagenfurt 1999 (mit Manfried Rauchensteiner).
- Zwangsarbeit in der Land- und Forstwirtschaft auf dem Gebiet Österreichs 1939 bis 1945. Wien/München 2004 (mit Peter Ruggenthaler).
- Die Steiermark im 20. Jahrhundert. Graz 2000, 2. Aufl. Graz 2005.
- Der erste Schritt auf dem langen Weg zum Staatsvertrag. Sowjetische Überlegungen zum Staatsaufbau 1945/46. Wien 2005, ISBN 3-7007-3250-3
- Steiermark. Vom Ersten Weltkrieg bis zur Gegenwart. Innsbruck-Wien 2012.
- Wachstum in der Bewegung. 85 Jahre MIBA. Growth in Motion: 85 Years of MIBA. Herausgegeben von F. Mitterbauer – Therse Niss und MIBA. Laakirchen 2012 (mit Christoph H. Benedikter).

Karner fungierte als Herausgeber unter anderem für:
- Als Mitteleuropa zerbrach. Graz/Wien 1990 (mit Gerald Schöpfer).
- Gefangen in Russland. Graz/Wien 1995.
- Menschen nach dem Krieg. Schicksale 1945–1955. St. Pölten 1995 (mit Gerhard Jagschitz).
- Die Stabsbesprechungen der NS-Zivilverwaltung in der Untersteiermark. Graz/Wien 1996.
- Der Krieg gegen die Sowjetunion 1941–1945. Graz/Wien 1998.
- Kalter Krieg. Graz 2002 (mit Erich Reiter und Gerald Schöpfer).
- Die Rote Armee in Österreich. Sowjetische Besetzung 1945–1955. Band 1: Beiträge, Band 2: Dokumente. 1. und 2. Aufl. Wien/München 2005.
- Kärnten und die nationale Frage im 20. Jahrhundert. 5 Bände. Klagenfurt/Ljubljana/Wien 2005.
- Kriegsgefangene des Zweiten Weltkrieges. Wien/München 2005 (mit Günter Bischof und Barbara Stelzl-Marx).
- GrenzenLos. Österreich – Slowenien – Ungarn 1914–2004. Graz/Fehring 2007 (mit Wolfram Dornik und Rudolf Graßmug).
- Widerstand in Österreich 1938–1945: Die Beiträge der Parlaments-Enquete 2005. Graz/Wien 2007 (mit Karl Duffek).
- Wolfram Dornik, Stefan Karner (Hrsg.): Die Besatzung der Ukraine 1918. Historischer Kontext – Forschungsstand – wirtschaftliche und soziale Folgen (= Veröffentlichungen des Ludwig Boltzmann-Instituts für Kriegsfolgen-Forschung. Bd. 11). Graz/Wien/Klagenfurt 2008.
- Österreich. Tschechien. geteilt – getrennt – vereint, Beitragsband und Katalog der Niederösterreichischen Landesausstellung 2009. Schallaburg 2009, mit Michal Stehlík.
- Česko. Rakousko. Rozděleni – odloučeni – spojeni. Ve spolupráci s Arminem Lausseggerem a Philippem Lesiakem. Sborník a katalog Dolnorakouské zemské výstavy 2009. Schallaburg/Jihlava 2009 (mit Michal Stehlík).
- The Prague Spring and the Warsaw Pact Invasion of Czechoslovakia in 1968. The Harvard Cold War Studies Book Series. Lanham/Boulder/New York/Toronto/Plymouth 2009 (mit Günter Bischof und Peter Ruggenthaler).
- Nordberg. Der Weg in den Weltraum. Beitragsband zu Symposium und Ausstellung in Fehring 2010. Graz/Fehring 2010. (mit Bruno P. Besser und Walter M. Iber).
- Österreichische Juden in Lettland. Flucht – Asyl – Internierung. Innsbruck/Wien/Bozen 2010 (mit Philipp Lesiak und Heinrichs Strods).
- Der Wiener Gipfel 1961. Kennedy – Chruschtschow. Innsbruck/Wien/Bozen 2011 (mit Barbara Stelzl-Marx, Natalja Tomilina, Alexander Tschubarjan, Günter Bischof, Viktor Iščenko, Michail Prozumenščikov, Peter Ruggenthaler, Gerhard Wettig, Manfred Wilke).
- Auf den Spuren Wallenbergs, Wien 2014.
- Erster Weltkrieg. Globaler Konflikt – lokale Folgen. Neue Perspektiven, Innsbruck/Wien/Bozen: StudienVerlag 2014 (Veröffentlichungen des Ludwig Boltzmann-Instituts für Kriegsfolgen-Forschung; 27), ISBN 978-3-7065-5386-5 (mit Philipp Lesiak).
- Im Kalten Krieg der Spionage: Margarethe Ottillinger in sowjetischer Haft 1948–1955, unter Mitarbeit von Sabine Nachbaur, Dieter Bacher und Harald Knol, StudienVerlag, Innsbruck/Wien/Bozen 2016, ISBN 978-3-7065-5521-0.
- Die umkämpfte Republik. Österreich von 1918–1938, StudienVerlag, Innsbruck/Wien/Bozen 2018, ISBN 978-3-7065-5637-8.

## Würdigung
Zu seinem 60. Geburtstag wurde ihm eine umfangreiche Festschrift mit Beiträgen führender Historiker gewidmet: Gerald Schöpfer, Barbara Stelzl-Marx (Hrsg.): Wirtschaft. Macht. Geschichte. Brüche und Kontinuitatsbruch im 20. Jahrhundert. Festschrift Stefan Karner, Graz/Wien 2012.